# Anni impazienti
Anni impazienti (The Impatient Years) è un film del 1944 diretto da Irving Cummings: narra del problema dei matrimoni in tempo di guerra, periodo in cui moltissime giovani ragazze americane ritenevano dovere patriottico sposare i ragazzi in procinto di partire per il fronte. 
Era stato concepito come seguito ideale del film Molta brigata vita beata, motivo per cui anche l'attore Joel McCrea, insieme a Jean Arthur e a Charles Coburn, avrebbe dovuto essere scritturato per la parte del protagonista. 
A causa di altri impegni, McCrea non poté più prendere parte al film e fu sostituito dall'esordiente Lee Bowman. 
Un po' a causa del cast stravolto, un po' a causa del troppo sentimentalismo che decisamente non collimava con la brillante sceneggiatura di Molta brigata vita beata, il film fu un flop e passò quasi inosservato al botteghino.

## Trama
Jeanie e Andy si conoscono a San Francisco e si sposano dopo solo tre giorni, in tutta fretta, perché lui dovrà partire l'indomani per andare al fronte. 
Un anno e mezzo dopo, Andy torna dalla guerra e trova una moglie completamente stravolta dalle abitudini casalinghe. Jeanie, per un anno e mezzo si è infatti occupata solo ed esclusivamente del padre William e del piccolo Bill, concepito il giorno prima della partenza di Andy. 
A rendere la situazione ancora più tesa è il coinquilino Henry Fairchild, un uomo petulante e perfezionista, segretamente innamorato di Jeanie, che prova in tutti i modi a scacciare e a demoralizzare Andy. 
Quando Andy e Jeanie, dopo un intero giorno di tensioni e imbarazzi, litigano e decidono di divorziare, il saggio padre di lei si oppone e consiglia al giudice di dare ai due ragazzi del tempo: quattro giorni esatti, per tornare a San Francisco e ripetere passo per passo tutto quello che hanno fatto un anno e mezzo prima, quando si erano conosciuti, nella speranza di riscoprire la passione. 
Riluttanti, i due affidano il piccolo Bill al nonno e a Fairchild, e partono per San Francisco, dove iniziano, tra sarcasmo e dispetti, a ripetere le azioni fatte tempo prima. Proprio quando stanno per riappacificarsi e riscoprire l'affetto, giunge la notizia che il congedo di Andy è stato ritirato per guarito infortunio, e nulla è cambiato rispetto a un anno e mezzo prima: Andy dovrà ripartire il quarto giorno, ma questa volta i due sembrano aver capito cosa non andava, dunque il loro matrimonio è salvo.

### Produzione
Il film fu prodotto da Irving Cummings e da Virginia Van Upp (produttore associato) per la Columbia Pictures Corporation con un budget stimato di 600.000 dollari. Venne girato dal 14 marzo al 28 aprile 1944.

## Distribuzione
Distribuito dalla Columbia Pictures, il film fu presentato in prima il 7 settembre, per poi essere distribuito nelle sale il 10 settembre 1944.

### Date di uscita
IMDb
- USA	7 settembre 1944	 (première)
- USA	10 settembre 1944
- Svezia	17 marzo 1945
- Portogallo	24 novembre 1945

Alias
- The Impatient Years	USA (titolo originale)
- Anni impazienti	Italia
- Anypomona hronia 	Grecia
- Nova Lua de Mel  Portogallo
- Smekmånad på prov	Svezia